# 860 Ursina
A 860 Ursina (ideiglenes jelöléssel 1917 BD) a Naprendszer kisbolygóövében található aszteroida. Max Wolf fedezte fel 1917. január 22-én, Heidelbergben.